# Euphyia sombrera
Euphyia sombrera är en fjärilsart som beskrevs av W. Warren 1904. Euphyia sombrera ingår i släktet Euphyia och familjen mätare. Inga underarter finns listade i Catalogue of Life.